# Druhá světová válka v Africe
Druhá světová válka v Africe (severoafrická kampaň, pouštní válka) probíhala v Severní a Východní Africe od 10. června 1940 do 16. května 1943. Zahrnuje boje vedené v pouštích Egypta a Libye, stejně jako boje v Maroku a Alžírsku (Operace Torch), boje v Tunisku a v Africkém rohu.
V bojích proti sobě stály síly Spojenců a Osy. Většina britských jednotek byla rekrutována ze zemí Commonwealthu a exulantů z nacisty okupované Evropy. Spojené státy vstoupily do války v roce 1941 a do bojů v Africe se zapojily v květnu 1942.
Poté, co Italové v červnu 1940 vyhlásili válku Spojenému království, provedly britské síly útok, během něhož obsadily libyjské Benghází a Tobruk. Italové utrpěli těžké porážky a do bojů se zapojily německé síly Afrikakorps – vedené Erwinem Rommelem. Po těžkých bojích se střídavými úspěchy na frontě, která se přelévala od Tunisu k Egyptu a zpět, zvítězili Britové pod vedením Montgomeryho v druhé bitvě u Al Alamejnu a začali zatlačovat zbytky německo-italských sil zpět do Tunisu. Po Operaci Torch, při níž se spojenecké jednotky vylodily ve francouzské Severní Africe, patřící Vichistické Francii, britské a americké jednotky společně zaútočily na Afrikakorps a italské jednotky v Tunisku.
Spojenci těmito operacemi získali v Severní Africe rozhodující převahu, kterou nebylo možno zvrátit (jednak pro vázání většiny zdrojů Třetí říše v boji na východní frontě, jednak pro neschopnost italsko-německého loďstva a letectva ovládnout klíčové části Středomoří). Významnou roli také sehrála spojenecká schopnost rozluštit německý kód enigma.

## Boje v Libyjské poušti

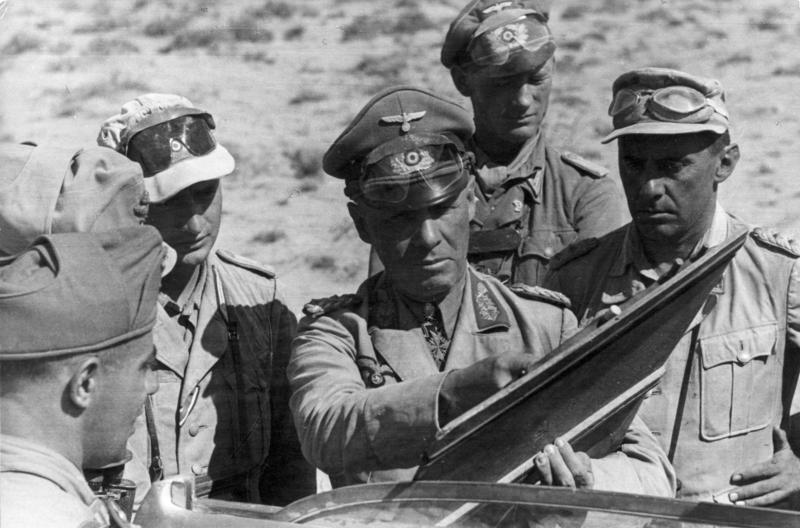
Erwin Rommel, „Liška pouště“ plánuje další postup

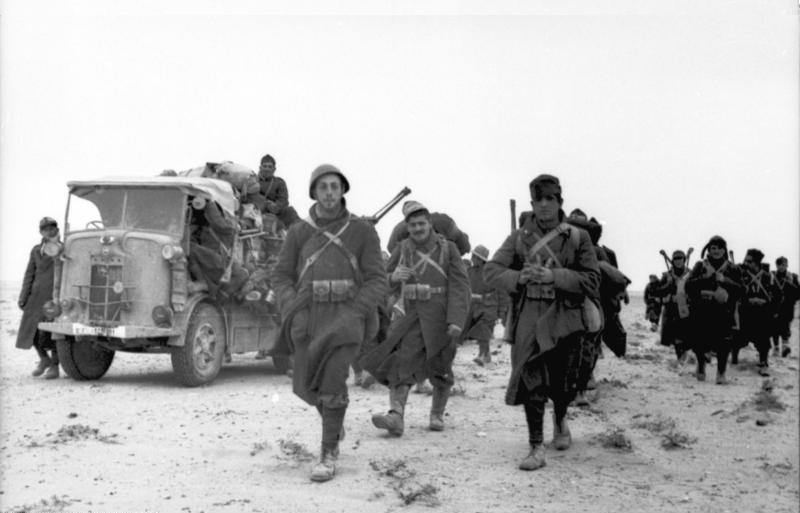
Italské jednotky

Bernard Montgomery, vrchní velitel britských sil

13. září 1940 zahájila Italská vojska útok na Egypt s cílem ovládnout Suezský průplav a následně pak zaútočit na nedostatečně pokrytý Blízký Východ a Irák. Velitelem italské ofenzívy byl maršál Rodolfo Graziani. Jelikož se Velká Británie roku 1936 zavázala k obraně Egypta, Britové pod vedením generála Wavella zahájili rozsáhlou ofenzivu, při níž 11. prosince znovudobyly Egyptské Sídí el-Barrání. 22. ledna 1941 dobyly kyrénský Tobruk. Poté se Italové rozhodli Kyrenaiku vyklidit. 8. února 1941 selhal u El Agheily poslední pokus o zvrácení Britského postupu. Britské síly zničily 10. italskou armádu a zajaly 130 000 zajatců.
Itálie na drtivou porážku reagovala vysláním obrněných motorizovaných jednotek do Afriky. Maršál Graziani musel rezignovat na svou funkci, novým velitelem italských vojsk se stal Italo Gariboldi. Němci do Afriky vyslali expedičního sbor Afrikakorps pod vedením generála Erwina Rommela, jehož cílem bylo zabránit vytlačení Italů z oblasti.
Dne 6. února vydal Adolf Hitler rozkaz k nasazení německých vojsk v severní Africe (operace Sonnenblume) a jejich velitelem jmenoval E. Rommela, který 12. února přiletěl do Libye. Spojenecké jednotky přešly do obranného postavení a část jich stažena do nilské delty další jednotky byly přemístěny z Řecka.
14. února se začaly vyloďovat německé jednotky v Tripolisu. Dne 31. března 1941 zahájila německo-italská vojska další ofenzívu, již 4. dubna byly britské jednotky nuceny ustoupit z Benghází a 26. dubna se německo-italské vojsko přiblížilo k Egyptu a započalo obléhat přístav Tobruk. Na základě německých úspěchů byl z velení odvolán generál Wavell a na jeho místo byl 30. června 1941 jmenován generál Claude Auchinleck. Britové se pokusili obležený Tobruk, který bránili Australané pod velením generála Leslieho Morsheada, z obležení vyprostit. Tato operace byla pojmenována Battleaxe započala 15. června a skončila neúspěšně. Druhý pokus o uvolnění obležení Tobruku nazvaný Operace Crusader, provedený silami zemí Commonwealthu, Svobodné Francie a Československa, dosáhl dne 10. prosince úspěchu. 26. prosince spojenci opět obsadili Benghází a Rommelův ústup se zastavil u El Agheily.
Během následné ofenzivy Rommel 29. ledna 1942 obsadil Benghází a 7. února se zastavil u El Gazaly. Dne 26. května zahájil Rommel další ofenzívu, prorazil britské obranné postavení u El Gazaly a 10. června dobyl Bir Hacheim, 13. června (tzv. „černá sobota“) rozdrtil jejich tankovou sílu u Knightsbridge a 21. června dobyl Tobruk. Poté britské jednotky začaly ustupovat, 28. června porazil Rommel Brity u Marsá Matrúh a nedostatek paliva a munice, způsobený tím, že vyčerpal zásoby ukořistěné v Tobrúku a současně se příliš vzdálil od Benghází a Tripolisu, svých zásobovacích základen, ho donutil zastavit 30. června na britské linii u El Alameinu. Zde se pokusil prorazit britskou obranu, ale jeho útok byl 3. července 1942 odražen a jeho vojska se od 2. do 27. července brání britským protiútokům. Rommel neuspěl ani později, v bitvě u Alam Halfy, 30. srpna – 2. září).
Pro neúspěchy a pro průtahy s protiofenzívou byl 18. srpna 1942 z funkce vrchního velitele britských vojsk na středním východě odvolán Claude Auchinleck, kterého ve velení nahradil generál Alexander. Novým velitelem v Africe se stal generál Bernard Montgomery.
Dne 19. října 1942 zahájili Britové útok u El Alameinu, kde 23. října prorazili německé postavení a Rommel ustoupil nejprve k Al Agheile a poté do Tunisu.

## Operace Torch

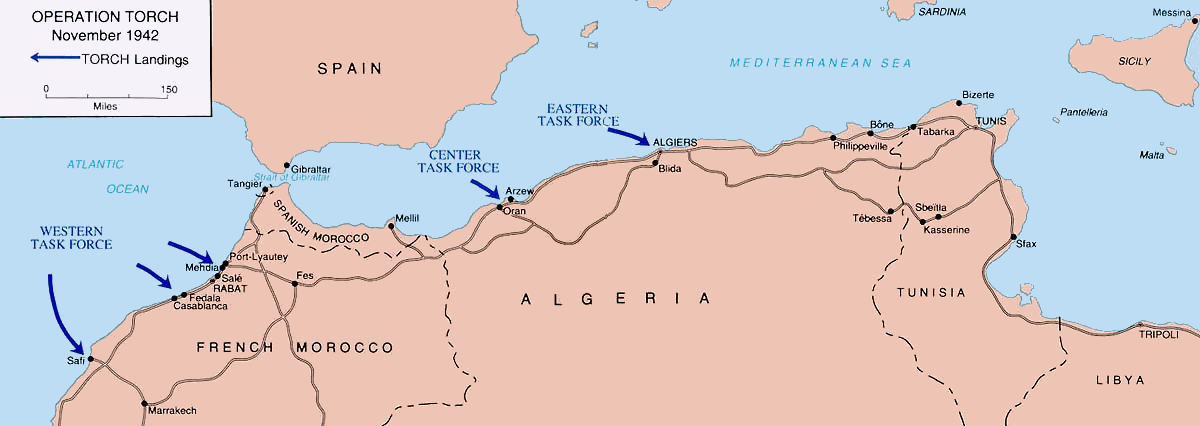
Operace Torch – místa vylodění Spojenců

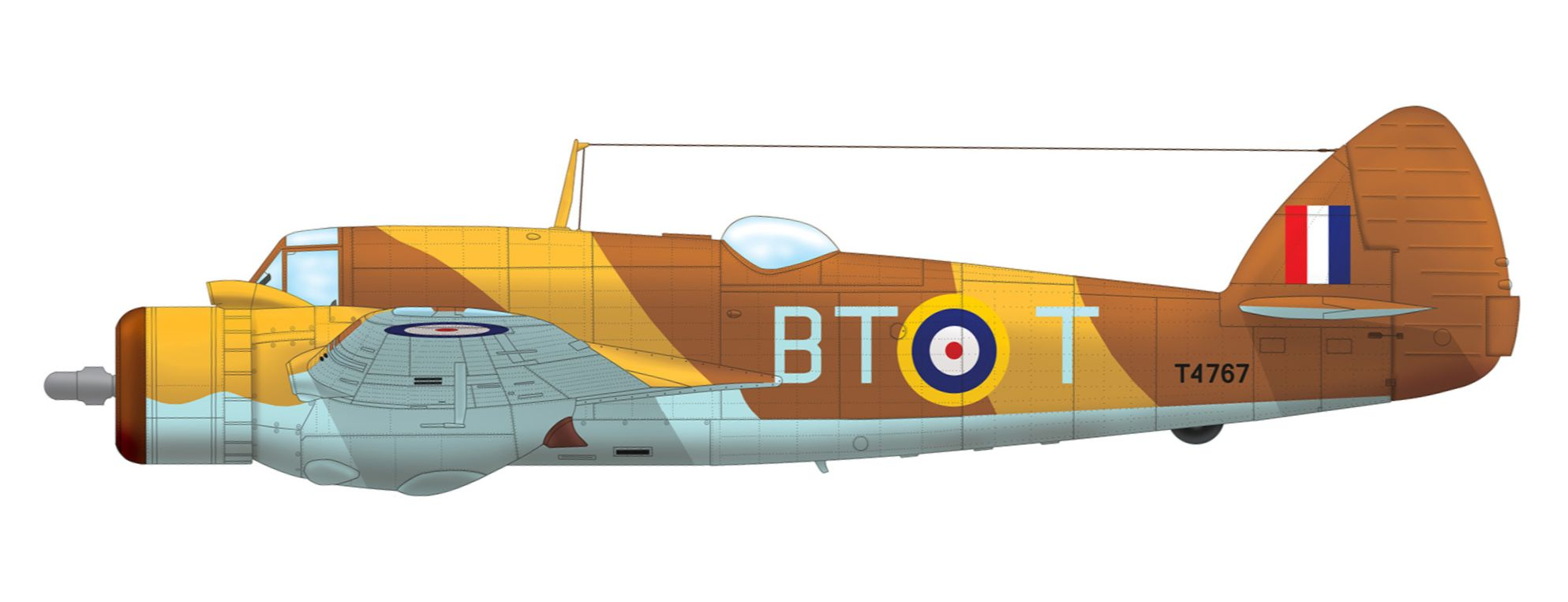
Bristol Beaufighter Mk.Ic, T4767, kódového označení „BT-T“, sloužil začátkem roku 1942 na letišti Idku v Egyptě u 252. perutě RAF

Vylodění Spojenců v Francouzském Alžírsku 8. listopadu pod velením Dwighta Eisenhowera výrazně zkomplikovalo strategickou situaci německo-italských sil.
Při tomto vylodění se do války zapojily i vojenské jednotky vichistické Francie a to jak na straně německých vojsk v Oranu a Maroku, tak na straně spojenců, kam přešel admirál François Darlan. Ohledně Darlana vznikla celá řada problémů, neboť se prohlásil za šéfa státu Francouzské severní Afriky a 6. prosince s ním generál Eisenhower podepsal smlouvu o správě francouzských území v Africe, která ukončila odpor Francouzů v Maroku a Oranů. A ve svém důsledku vedla také k obsazení Vichistické Francie německými vojsky. Již 24. prosince 1942 byl na Darlana spáchán úspěšný atentát a jeho funkci převzal generál Henri-Honoré Giraud.

## Tuniské tažení
Britové i Američani pokračovali v náporu na německé pozice a 2. ledna 1943 začala bitva u Búajrat al-Husúnu, kde 14. ledna dosáhla britská 8. armáda vítězství. Již 17. ledna obnovila 8. armáda svoji ofenzívu v Libyi, 23. ledna 1943 Britové obsadili Tripolis a 8. února se dostali na Tuniské hranice.
Dne 25. února zahájil Rommel ofenzívu, která byla přes počáteční úspěchy 28. února zastavena. Dne 9. března 1943 byl Erwin Rommel pro neshody s Hitlerem o dalším postupu poslán na měsíční dovolenou, novým velitelem se stal generál Hans-Jürgen Arnim.
Dne 27. března Britové prolomili Marethskou linii, 7. dubna zahájili útok v Tunis a 24. dubna začala spojenecká ofenziva v Tunisku. Po útoku na Tunisko kapitulovaly (13. května 1943) poslední německo-italské jednotky.

## Africký roh

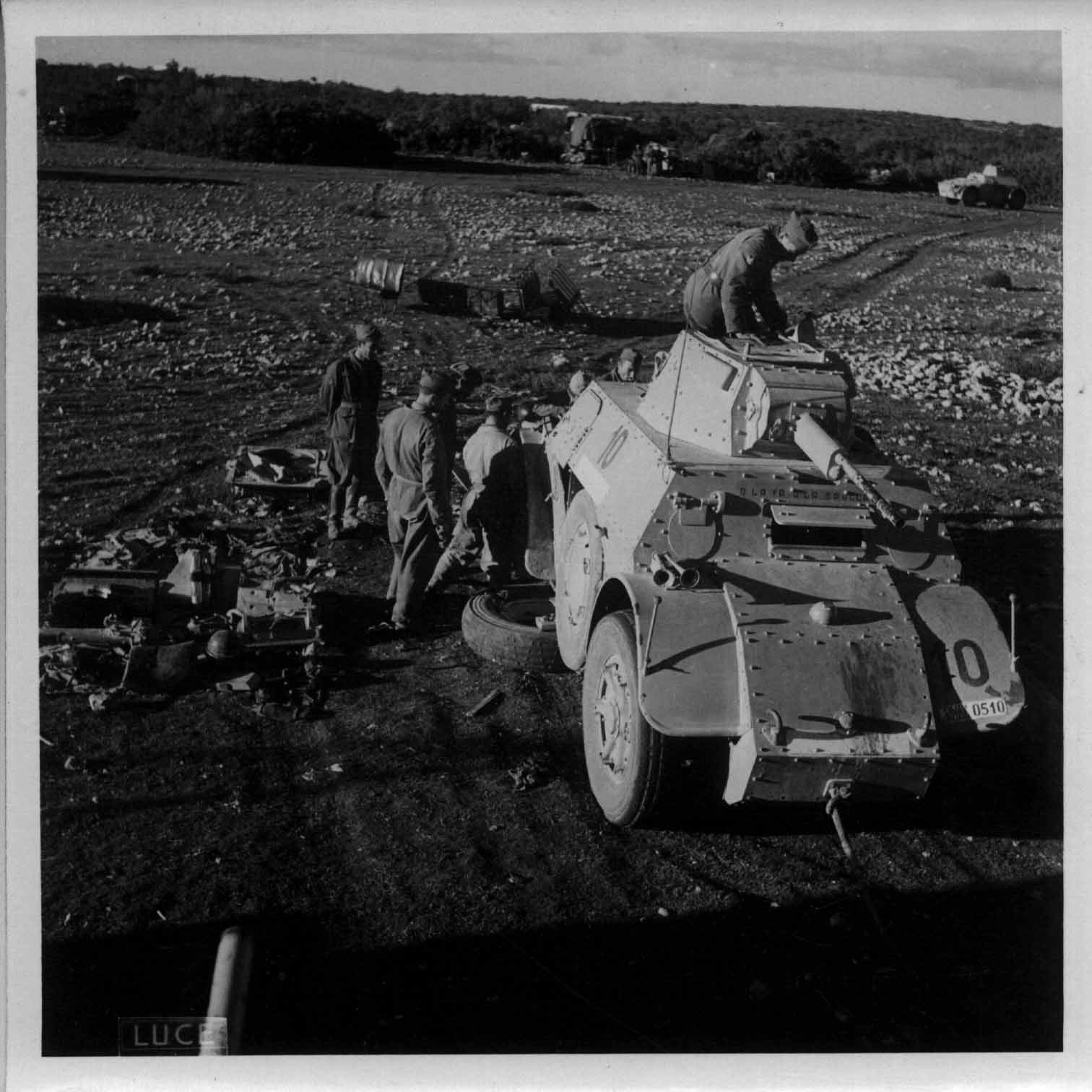
Italští vojáci opravující obrněný vůz

Souběžně se vstupem Itálie do války začaly střety Italských a spojeneckých jednotek i na území Afrického rohu. Začátek bojů byl ve znamení Italského postupu.
V srpnu 1940, zaútočily Italské koloniální síly ve východní Africe na Britské Somálsko. Italové nasadili do boje asi 25 000 mužů, kdežto britští obránci měli k dispozici pouze 5000 mužů. Proti této přesile neměli Britové šanci, proto byla nařízena evakuace britských sil z Berbery do přístavu Aden v Jemenu. Italové dobyli Britské Somálsko 19. srpna 1940. Poté Italové zahájili postup na západ. 4. července 1940, byl Anglo-egyptský Súdán napaden jednotkou o síle asi 6500 mužů, která postoupila až do Kassaly, kde se však italský postup zastavil z důvodu nedostatku paliva. V červnu 1940 začaly boje také na pomezí Italské východní Afriky a Britské východní Afriky (dnešní Keňa).
V roce 1941 přišel obrat ve válce, spojencům se podařilo vytlačit Italské okupanty ze Súdánu a obsadili Eritreu. Italská východní Afrika tím byla sevřena do kleští spojeneckých sil. Dne 5. dubna 1941 vstoupila britská vojska do Addis Abeby. Hlavní část italské armády kapitulovala 18. května, čímž Etiopie znovu získala samostatnost. Do země se vrátil její císař Haile Selassie I.
Následkem spojeneckého vítězství se Džibutsko (Francouzské Somálsko), do té doby loajální vládě ve Vichy přiklonilo na stranu Svobodné Francie.

## Francouzské kolonie
K prvnímu ozbrojenému střetu mezi Vichisty a Svobodnými Francouzi došlo v září roku 1940 během neúspěšného pokusu o dobytí Dakaru. V listopadu téhož roku se Svobodné Francii podařilo dobýt Gabon, jedinou součást Francouzské rovníkové Afriky, která se připojila na stranu vlády ve Vichy. Po britské invazi byla vláda Svobodné Francie ustavena i nad Madagaskarem. Spojenecké vylodění v severozápadní Africe navíc přineslo osvobození Francouzské západní Afriky a Alžírska.